# Khanapur
Khanapur é uma panchayat (vila) no distrito de Belgaum, no estado indiano de Karnataka.

## Geografia
Khanapur está localizada a 15° 38′ N, 74° 31′ L. Tem uma altitude média de 649 metros (2129 pés).

## Demografia
Segundo o censo de 2001, Khanapur tinha uma população de 16 563 habitantes. Os indivíduos do sexo masculino constituem 51% da população e os do sexo feminino 49%. Khanapur tem uma taxa de literacia de 74%, superior à média nacional de 59,5%: a literacia no sexo masculino é de 81% e no sexo feminino é de 68%. Em Khanapur, 12% da população está abaixo dos 6 anos de idade.